# Rio Coţatcu
O Rio Coţatcu é um rio da Romênia, afluente do Râmnicul Sărat, localizado no distrito de Buzău,

Vrancea.